# Manfredo Cagni
Manfredo Cagni (Asti, 1834 – Asti, 19 febbraio 1907) è stato un generale e scrittore italiano, che combatte durante la guerra di Crimea, la Seconda e la Terza guerra d'indipendenza e nella guerra d'Eritrea, venendo decorato con due Medaglie d'argento al valor militare. È il padre dell'ammiraglio Umberto Cagni di Bu Meliana.

## Biografia
Nacque ad Asti nel 1834, figlio di Giuseppe e di Teresa Mussi. Arruolatosi nell'Armata Sarda fu nominato sottotenente dei granatieri nel 1853. Tra il 1855 e il 1856 prese parte alla guerra di Crimea.
Nel 1859 partecipò alla Seconda guerra d'indipendenza come luogotenente del 2º Reggimento "Granatieri di Sardegna", guadagnandosi una Medaglia d'argento al valor militare per il coraggio dimostrato durante il corso della battaglia di San Martino.
Nel 1863 ricopriva l'incarico di ufficiale d'ordinanza del Principe Ereditario Umberto di Savoia, che fu padrino del figlio Umberto quendo quest'ultimo fu battezzato.
Nel 1866, durante la Terza guerra d'indipendenza, partecipò alla battaglia di Custoza dove fu decorato con una  seconda Medaglia d'argento. Dopo aver comandato il Reggimento "Cavalleggeri di Alessandria" (14°), e quello dei Reggimento "Lancieri di Novara" (5º) fu promosso maggior generale, assumendo il comando della Brigata fanteria "Abruzzi". Nel 1887 fu mandato in Eritrea, dove divenne comandante della 2ª Brigata del Corpo di spedizione agli ordini del generale Alessandro Asinari di San Marzano. Prese parte alle operazioni di riconquista dell posizioni italiane perdute in seguito all'infausto esito della battaglia di Dogali. Rientrato in Patria dal 1890 al 1894 comandò in successione le divisioni militari di Ravenna, Brescia e Verona. Promosso tenente generale fu collocato in posizione ausiliaria, e si spense ad Asti il 19 febbraio 1907.

## Onorificenze

### Onorificenze estere
Ordine del Dannebrog  (Danimarca)
Legion d'onore (Francia)
Ordine dell'Aquila rossa (Prussia)

## Pubblicazioni
- Il Caleidoscopio, Tipografia G. Brignolo, Asti, 1896.
- Egitto, Carlo Clausen Editore, Torino, 1897.
- Dieci giorni al Montenegro, Casa Editrice Dante Alighieri, Roma, 1899.
- Ricordi, F. Casanova, Torino, 1901.
- Il Libro d'Oro della Vita, Ulrico Hoepli, Milano, 1904.
- Nuvole e Nebbia. Versi, Noseda, Como, 1961.

### Annotazioni
1. ↑  Reggimento appartenente all'omonima brigata in forza alla 5ª Divisione al comando del generale Domenico Cucchiari.
2. ↑  Secondo lo storico Angelo Del Boca il Cagni era noto per le sue avventure galanti e i suoi duelli, e difettando in Eritrea di questi due fatti, passava il suo tempo a cavalcare e a scrivere il Libro d'Oro della Vita.

### Fonti
1. 1 2  Angelo Del Boca,  Gli italiani in Africa. Dall'unità d'Italia alla marcia su Roma. Vol.1., A. Mondadori Editore, Milano, 2014.
2. ↑  Gazzetta Ufficiale del Regno d'Italia n.258 del 3 novembre 1883, pag.4839.